# Idiolispa subalpina
Idiolispa subalpina là một loài tò vò trong họ Ichneumonidae.